# Diocesi di Mbujimayi
La diocesi di Mbujimayi (in latino: Dioecesis Mbugimayensis) è una sede della Chiesa cattolica nella Repubblica Democratica del Congo suffraganea dell'arcidiocesi di Kananga. Nel 2021 contava 2.389.500 battezzati su 4.500.000 abitanti. È retta dal vescovo Bernard-Emmanuel Kasanda Mulenga.

## Territorio
La diocesi comprende l'intera provincia del Kasai Orientale e parte di quella di Lomami, nella Repubblica Democratica del Congo.
Sede vescovile è la città di Mbujimayi, dove si trova la cattedrale di San Giovanni Battista.
Il territorio si estende su 15.285 km² ed è suddiviso in 128 parrocchie.

## Storia
L'amministrazione apostolica di Mbuji-Mayi fu eretta il 22 novembre 1963, ricavandone il territorio dall'arcidiocesi di Luluabourg (oggi arcidiocesi di Kananga) e dalla diocesi di Kabinda, e fu affidata al vescovo di Luebo.
Il 3 maggio 1966 in virtù della bolla Qui benignissimo di papa Paolo VI ha acquisito una porzione di territorio dalla medesima arcidiocesi e nel contempo è stata elevata a diocesi di Mbujimayi.

## Cronotassi dei vescovi
Si omettono i periodi di sede vacante non superiori ai 2 anni o non storicamente accertati.
- Joseph Nkongolo † (3 maggio 1966 - 26 novembre 1991 ritirato)
- Tharcisse Tshibangu Tshishiku † (26 novembre 1991 - 1º agosto 2009 ritirato)
- Bernard-Emmanuel Kasanda Mulenga, dal 1º agosto 2009

## Statistiche
La diocesi nel 2021 su una popolazione di 4.500.000 persone contava 2.389.500 battezzati, corrispondenti al 53,1% del totale.
| anno | popolazione | popolazione | popolazione | presbiteri | presbiteri | presbiteri | presbiteri                | diaconi | religiosi | religiosi | parrocchie |
| anno | battezzati  | totale      | %           | numero     | secolari   | regolari   | battezzati per presbitero | diaconi | uomini    | donne     | parrocchie |
| ---- | ----------- | ----------- | ----------- | ---------- | ---------- | ---------- | ------------------------- | ------- | --------- | --------- | ---------- |
| 1968 | 400.000     | 1.500.000   | 26,7        | 103        | 56         | 47         | 3.883                     |         | 32        | 204       | 28         |
| 1980 | 500.000     | 1.048.076   | 47,7        | 61         | 42         | 19         | 8.196                     |         | 103       | 98        | 30         |
| 1990 | 479.000     | 1.310.000   | 36,6        | 99         | 80         | 19         | 4.838                     |         | 55        | 170       | 46         |
| 1997 | 906.000     | 1.501.000   | 60,4        | 145        | 133        | 12         | 6.248                     |         | 103       | 264       | 70         |
| 2002 | 2.200.000   | 4.000.000   | 55,0        | 142        | 123        | 19         | 15.492                    |         | 110       | 293       | 78         |
| 2003 | 2.200.000   | 4.000.000   | 55,0        | 140        | 119        | 21         | 15.714                    |         | 107       | 307       | 78         |
| 2004 | 2.500.000   | 4.000.000   | 62,5        | 141        | 120        | 21         | 17.730                    |         | 99        | 278       | 77         |
| 2013 | 2.528.000   | 4.662.000   | 54,2        | 148        | 118        | 30         | 17.081                    |         | 107       | 332       | 97         |
| 2016 | 2.735.508   | 5.044.396   | 54,2        | 187        | 152        | 35         | 14.628                    |         | 115       | 320       | 93         |
| 2019 | 2.091.860   | 4.185.800   | 50,0        | 201        | 147        | 54         | 10.407                    |         | 130       | 342       | 106        |
| 2021 | 2.389.500   | 4.500.000   | 53,1        | 185        | 148        | 37         | 12.916                    |         | 144       | 327       | 128        |